# Madlen Frank
Madlen Frank (* 4. März 1996 in Bad Kissingen) ist eine ehemalige deutsche Fußballspielerin, die zuletzt bei RB Leipzig unter Vertrag stand.

## Karriere

### Verein
Frank startete ihre Karriere im Alter von fünf Jahren im Frühjahr 2001 in der U-7 des SV Albertshausen. Sie spielte für den SVA bis zur C-Jugend und wechselte 2010 in die männliche B-Jugend des TSV Großbardorf. Im Sommer 2012 folgte der Wechsel zur B-Jugend des FF USV Jena. Anfang 2013 in die zweite Mannschaft des USV aufgerückt, debütierte sie für diese am 21. April 2013 in der 2. Bundesliga Nord. Sie kam in 13 Spielen für die Jenaer Reserve zum Einsatz, bevor sie am 30. März 2014 ihr Bundesliga-Debüt beim 6:1 über die SGS Essen feierte. Im Sommer 2015 verließ sie studienbedingt den FF USV Jena und wechselte zum FFV Leipzig. 2016 schloss sie sich mit 16 weiteren Spielerinnen des FFV der neugegründeten Damenmannschaft von RB Leipzig an, mit der sie ab 2020 in der 2. Bundesliga spielte. Nach der Saison 2021/22 beendete sie ihre aktive Karriere.

### Nationalmannschaft
Frank wurde am 21. Februar 2013 erstmals zu einem Sichtungslehrgang in Hennef in die deutsche U-17-Nationalmannschaft berufen.

## Sonstiges
Starke Unterstützung ihrer Fußballkarriere bekam sie durch den Besuch der Eliteschule des Fußballs, dem Fußballbereich des GuthsMuths-Sportgymnasiums in Jena.